# Osservatorio astronomico di Vallemare di Borbona
L'osservatorio astronomico di Vallemare di Borbona è un osservatorio astronomico privato italiano gestito da Vincenzo Silvano Casulli, situato nell'omonima frazione nel comune di Borbona, alle coordinate 42°29′09.33″N 13°07′05.16″E a 1170 metri di altitudine, identificato dal codice MPC A55 Osservatorio Astronomico Vallemare di Borbona.
L'osservatorio è accreditato dal Minor Planet Center per le scoperte di due asteroidi effettuate entrambe nel 2005.
| 248262 Liuxiaobo   | 4 aprile 2005   |
| 198634 Burgaymarta | 15 gennaio 2005 |